# Chris Smith (basket-ball, 1999)
Ne doit pas être confondu avec Chris Smith (basket-ball, 1939), Chris Smith (basket-ball, 1970) ou Chris Smith (basket-ball, 1987).
Pour les articles homonymes, voir Chris Smith et Smith.
Sean Christian Smith, né le 24 décembre 1999 à Chicago dans l'Illinois, est un joueur américain de basket-ball évoluant aux postes d'arrière et ailier.

## Biographie

### Carrière universitaire
Entre 2017 et 2021, il joue pour les Bruins de l'UCLA.
Ayant terminé son cursus universitaire, il est automatiquement éligible à la draft NBA 2021.

### Carrière professionnelle

#### Pistons de Détroit (2021-2022)
Lors de la draft NBA 2021, il n'est pas sélectionné.
Le 17 août 2021, il signe un contrat two-way en faveur des Pistons de Détroit. Il est coupé le 4 avril 2022.

## Statistiques

### Universitaires
Les statistiques de Chris Smith en matchs universitaires sont les suivantes :
| Saison    | Équipe   | Matchs | Titul. | Min./m | % Tir | % 3pts | % LF | Rbds/m. | Pass/m. | Int/m. | Ctr/m. | Pts/m. |
| --------- | -------- | ------ | ------ | ------ | ----- | ------ | ---- | ------- | ------- | ------ | ------ | ------ |
| 2017-2018 | UCLA     | 33     | 0      | 13,1   | 43,9  | 17,9   | 58,5 | 1,90    | 0,50    | 0,20   | 0,20   | 3,90   |
| 2018-2019 | UCLA     | 33     | 12     | 19,6   | 40,5  | 28,1   | 71,9 | 3,70    | 1,30    | 0,40   | 0,30   | 6,30   |
| 2019-2020 | UCLA     | 31     | 26     | 28,3   | 45,8  | 34,1   | 84,0 | 5,40    | 1,60    | 1,00   | 0,40   | 13,10  |
| 2020-2021 | UCLA     | 8      | 8      | 28,0   | 43,8  | 50,0   | 79,4 | 6,40    | 2,00    | 0,90   | 0,50   | 12,60  |
| Carrière  | Carrière | 105    | 46     | 20,8   | 43,8  | 31,6   | 75,7 | 3,80    | 1,20    | 0,60   | 0,30   | 8,00   |

## Distinctions personnelles
- First-team All-Pac-12 (2020)
- Pac-12 Most Improved Player (2020)